# Auswahlparadox
Das Auswahlparadox (im Englischen Overchoice oder choice overload) ist in der Entscheidungstheorie ein Paradoxon, welches die erschwerte Entscheidungsfindung beschreibt, wenn viele Wahloptionen zur Verfügung stehen.
Verkürzt lässt es sich mit „Zu viele Entscheidungsalternativen behindern die Entscheidungsfindung“ oder „Weniger ist mehr“ wiedergeben.
In einer Feldstudie untersuchen Sheena Iyengar und Mark Lepper im Jahr 2000 das Auswahlparadox erstmals wissenschaftlich. Bis 2024 haben bereits über 120 Studien das Phänomen bestätigt und weiter erforscht. Ob und wann es zum Auswahlparadox kommt, bestimmen mindestens vier Faktoren: Das Auswahlparadox tritt eher auf,
1. je schwieriger die Entscheidung ist,
2. je komplexer die Auswahlmöglichkeiten sind,
3. je unklarer die Präferenz ist und
4. je stärker die Entscheidungsabsicht ist.

Das Auswahlparadox kann dazu führen, dass Personen weniger zufrieden mit ihrer Entscheidung sind, diese bereuen oder eine Entscheidung aufschieben. Zudem verändern Personen ihre getroffene Entscheidung im Nachhinein eher.
Das Auswahlparadox kann sowohl im Konsumkontext zum Vorschein kommen als auch in anderen Lebensbereichen, wie beispielsweise bei ChatGPT und im Online-Dating. Es empfehlen sich eine Reihe von Strategien, um das Auswahlparadox zu minimieren.

## Studie von Iyengar und Leppar (2000)
Die Wissenschaftler Sheena Iyengar und Mark Lepper untersuchten in einer Feldstudie im Jahr 2000 erstmals das Auswahlparadox. Sie kamen zu dem Ergebnis, dass eine größere Auswahl von Marmeladensorten zu weniger Kauflust führt. Bei einer großen Auswahl von 24 Sorten probierten 60 % der Kunden zwar mindestens eine Sorte, aber nur 3 % erklärten sich auch dazu bereit, die Marmelade zu kaufen. Bei einer kleineren Auswahl von sechs Sorten probierten stattdessen zwar nur 40 %, aber 30 % der Kunden kauften auch ein Glas Marmelade. Eine zu große Auswahl führt demnach dazu, dass anstelle einer Fehlentscheidung lieber gar keine Entscheidung getroffen wird.

## Bedingungen
Bisher hat die Forschung vier Faktoren identifiziert, die bestimmen, ob und wann eine hohe Anzahl an Wahloptionen zum Auswahlparadox führen.

### Schwierigkeit der Entscheidung
Je schwieriger eine Entscheidung ist, desto eher tritt das Auswahlparadox auf.
Eine Entscheidung ist beispielsweise dann schwieriger, wenn man nur wenig Zeit hat. Das führt tendenziell dazu, dass Personen die vielen Wahloptionen unsystematischer beurteilen.
Darüber hinaus steigt der Schwierigkeitsgrad, wenn das Individuum eine hohe Verantwortung für die Entscheidung trägt. Muss die Person ihre Entscheidung rechtfertigen, ist es für sie vorteilhaft ihre Entscheidung aus einer kleinen Auswahl an Entscheidungsalternativen zu treffen. Eine große, schwerer zu differenzierenden Auswahl macht es dagegen schwerer, die Entscheidung zu rechtfertigen.
Des Weiteren steigt die Schwierigkeit, wenn die Anzahl der Eigenschaften hoch ist, die es bei jeder Option zu beachten gibt. Jede zusätzliche Eigenschaft stellt ein weiteres Unterscheidungsmerkmal dar. So ist es beispielsweise leichter, sich am Kühlregal aus mehreren angebotenen Frischkäsen für einen zu entscheiden, wenn sich diese nur in der spezifischen Sorte, z. B. Kräuter-Frischkäse, Natur-Frischkäse, Kirsch-Paprika-Frischkäse usw. und dem Preis unterscheiden. Sind die Frischkäse dagegen zusätzlich noch von unterschiedlichen Marken, haben verschiedene Biosiegel, unterschiedlichen Fettgehalt und sind unterschiedlich groß, ist es schwieriger, sich für einen Frischkäse zu entscheiden. Man muss viel mehr darüber nachdenken, was einem am Frischkäse wichtig ist und es ist herausfordernder einschätzen, ob eine Option besser oder schlechter ist als andere Optionen.
Zuletzt wird die Entscheidung auch dann schwieriger, wenn die Auswahloptionen komplex präsentiert werden. Werden dagegen z. B. die Schokoladenangebote im Sortiment sinnvoll nach Sorte und Marke sortiert, so müssen Personen weniger suchen und die Schwierigkeit, sich zu entscheiden, sinkt.

### Komplexität der Auswahlmöglichkeiten
Je komplexer die Auswahlmöglichkeiten sind, desto eher kommt es zum Auswahlparadox. Die Auswahlmöglichkeiten sind dann besonders komplex, wenn sie kaum übereinstimmende Eigenschaften haben und es keine besonders überlegene Option gibt, die sofort ins Auge fällt. Beispielsweise ist es einfacher, sich für ein neues Fahrrad zu entscheiden, wenn ein Fahrrad mit überragendem Preis-Leistungs-Verhältnis beim Eintritt in den Laden sofort ins Auge sticht. Wenn dagegen alle Fahrräder gleichmäßig nebeneinander ausgestellt sind und dabei Rennräder, Mountainbikes, Stadträder und Räder mit und ohne Akku in verschiedenen Gangschaltungen präsentiert werden, ist es schwieriger, die Optionen miteinander zu vergleichen. Das behindert folglich eine Kaufentscheidung.

### Präferenz des Individuums
Weiß eine Person genau, welchem Zweck ein Produkt dienen soll und welche Produkteigenschaften dazu benötigt sind, tritt das Auswahlparadox seltener auf. Eine klare Präferenz ist vorhanden, wodurch die Vorteile passender Auswahloptionen besser erkannt und priorisiert werden. Folglich müssen weniger Informationen abgewogen werden.
Kann eine Person dagegen nicht sagen, was sie bei einem anstehenden Kauf bevorzugt, so tritt das Auswahlparadox eher auf.

### Ziel des Individuums
Möchte eine Person eine Entscheidung treffen und denkt darüber intensiv nach, werden viele Informationen verarbeitet und miteinander abgewogen. Dadurch tritt das Auswahlparadox eher auf. Wenn die Person dagegen gar keine Entscheidung treffen will, weil sie sich z. B. nur umsehen möchte, dann ist ein Auswahlparadox unwahrscheinlicher.

## Folgen
Ein Auftreten des Auswahlparadox kann mehrere Konsequenzen nach sich ziehen.
Auf emotionaler Ebene sind Individuen weniger zufrieden mit ihrer gefällten Entscheidung. Sie sind weniger überzeugt, die beste Entscheidung getroffen zu haben und bereuen ihre Entscheidung häufiger. Das Bereuen kann sowohl vor oder während der Entscheidung als Antizipation geschehen oder auch nach der Entscheidung auftreten.
Im Verhalten kann das Auswahlparadox dazu führen, dass das Individuum die Option auswählt, die leicht zu rechtfertigen ist. Ferner schieben Individuen die Entscheidung eher auf. Dadurch kaufen sie möglicherweise nichts aus dem dargebotenen Sortiment, sondern schauen sich woanders weiter um. Des Weiteren verändern Personen, bei denen das Auswahlparadox eingetreten ist, eher ihre getroffene Entscheidung. Das lässt sich besonders häufig bei Entscheidungen mit unklaren Präferenzen beobachten.

## Kontexte
Das Auswahlparadox kann im Konsumkontext eine Rolle spielen, wie beispielsweise bei Nahrungsmitteln, Elektronikartikeln, Geldanlagen und bei der Wahl des Urlaubsortes. Es kann aber auch in anderen Lebensbereichen, wie z. B. bei langfristigen Pensionsplänen, bei ChatGPT und im Online-Dating zum Vorschein kommen.

## Empfehlungen
Aus den Bedingungen des Auswahlparadox lassen sich Tipps ableiten, um sich bei einer großen Auswahl leichter entscheiden zu können. So ist es beispielsweise zu empfehlen, sich viel Zeit für die Entscheidungssituation einzuplanen. Wenn man sich auf jeden Fall für etwas entscheiden möchte, ist zudem folgendes hilfreich: Bevor man sich Optionen anschaut, sollte man sich möglichst detailreich darüber klar werden, wonach man sucht. Ansonsten lohnt es sich stöbern zu gehen, ohne das Ziel etwas kaufen zu wollen.
Ferner können Unternehmen ihre Marketingstrategien so ausrichten, dass das Auswahlparadox vermieden bzw. negative Konsequenzen minimiert werden. Es gelten beispielsweise folgende Empfehlungen bei großem Sortiment:
- Sortiere die Optionen sinnvoll und übersichtlich.
- Führe zielgruppengerechte Filterfunktionen auf digitalen Plattformen ein.
- Hilf in Entscheidungen durch Beratungsangebote.[3]